# Datasaab D2

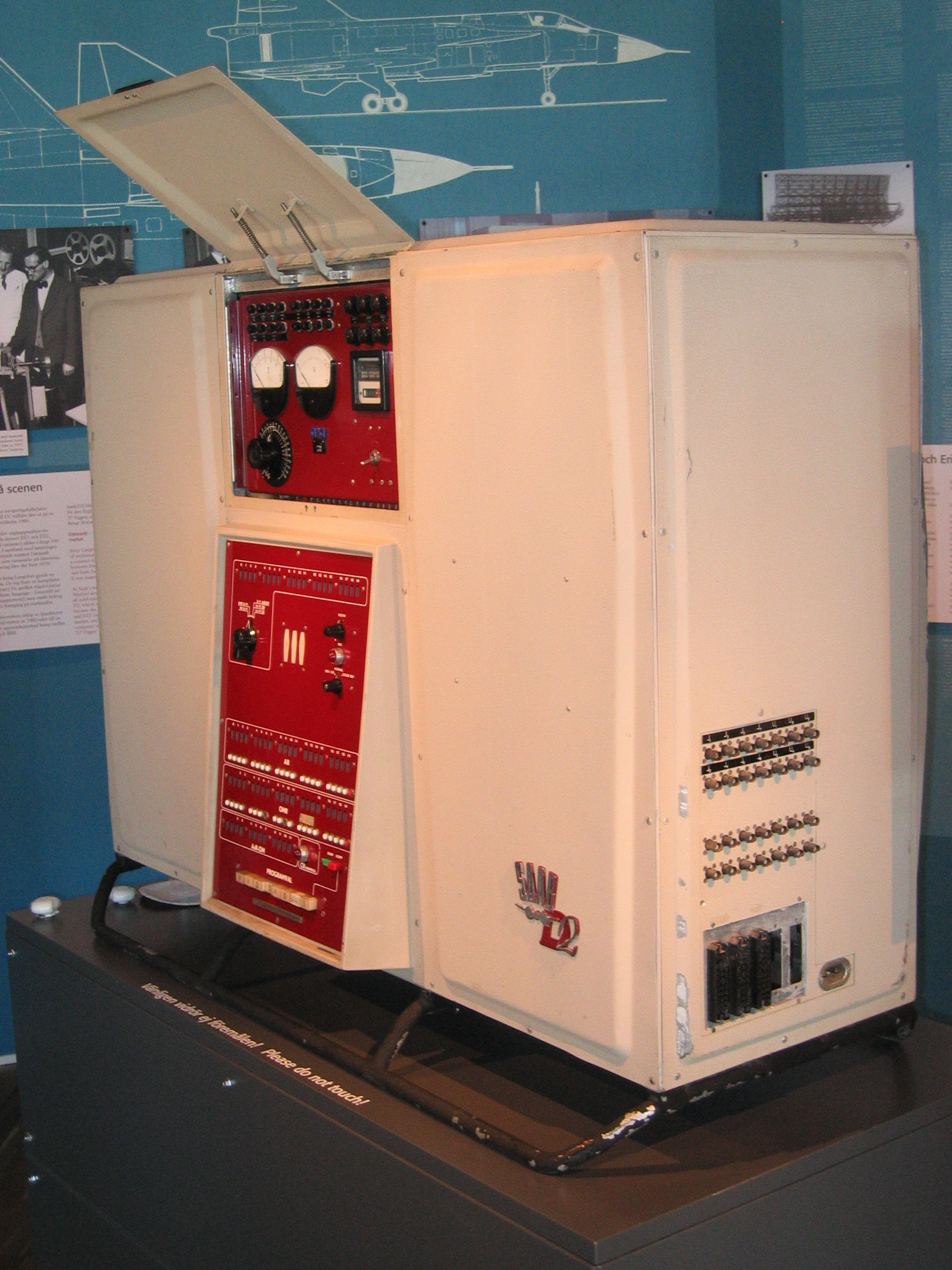
Datasaab D2 all'IT-ceum

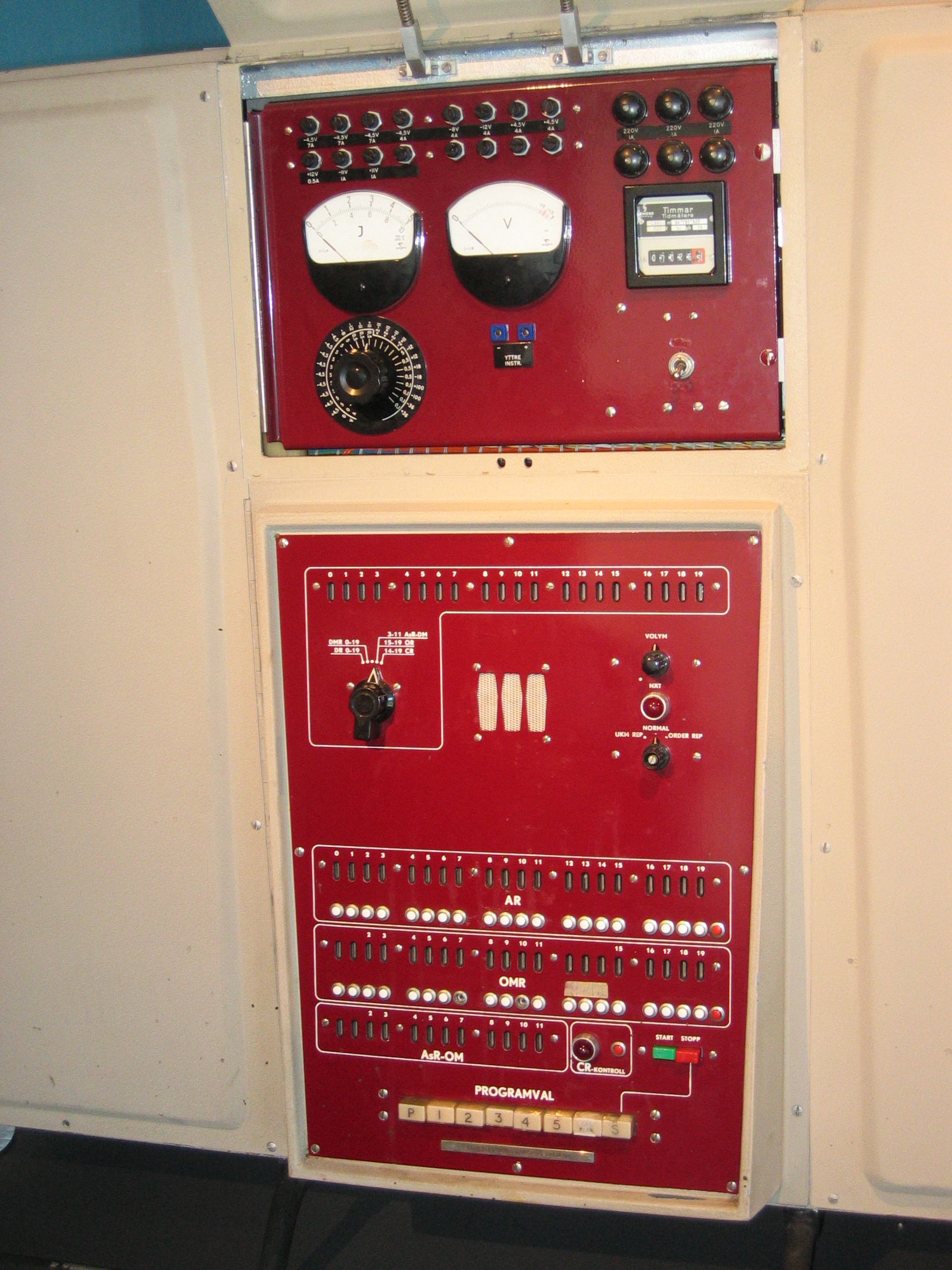
Pannello frontale

D2 fu un progetto e un prototipo di computer realizzato da Datasaab a Linköping, Svezia. 

## Descrizione
Venne ideato con numero discreto di transistor e completato nel 1960. Il suo scopo era studiare la fattibilità della costruzione di un computer da utilizzare in un aereo per assistere il pilota nella navigazione: portò infatti alla progettazione del computer CK37 utilizzato nel Saab 37 Viggen. Questo lato militare del progetto venne chiamato SANK, o Saabs Automatiska Navigations-Kalkylator ("Calcolatore-Navigazionale Automatico di Saab"), laddove la dicitura "D2" stava ad indicare il lato civile.
Il D2 pesava circa 200 kg e poteva essere posto su un desktop. Usava parole di 20 bit corrispondenti a 6 cifre decimali. La capacità di memoria era di 6000 parole, corrispondenti a 15 kilobyte. Programmi e dati venivano archiviati in memorie separate. Poteva eseguire 100.000 addizioni intere al secondo. Come input veniva usato un nastro di carta.
L'esperienza del prototipo D2 fu la base per il continuo sviluppo di Datasaab sia del computer civile D21 che dei modelli di aerei militari. Il D21 commerciale, lanciato già nel 1962, utilizzava un nastro magnetico, parole a 24 bit e memoria unificata di programma e dati. Da un punto di vista delle dimensioni, era vicino al prototipo D2, mentre un computer funzionante in volo richiedeva una maggiore miniaturizzazione.
Il D2 è in mostra presso l'IT-ceum, il museo del computer a Linköping, in Svezia.